# Зимовский, Пётр Анатольевич
Пётр Анатольевич Зимовский (род. 9 августа 1957 года) — заслуженный тренер СССР (подводный спорт), главный тренер сборной России по подводному спорту.

## Карьера
Выступал в соревнованиях по скоростному плаванию в ластах за СК ВМФ. Тренеры — Е. Н. Рехсон, заслуженный тренер РСФСР Г. Г. Шепилов.
2-кратный призёр чемпионатов СССР (1976, 1977). Обладатель Кубка СССР (1976).
После окончания спортивной карьеры в 1978 году стал тренером.
Подготовил более 30 мастеров спорта международного класса, около 100 мастеров спорта, в том числе чемпионов мира, Европы С. Кирееву, А. Семенова, М. Степанову, А. Миронова, Анатолий Валерьевич Натэй-Голенко и др.
В настоящее время является главным тренером сборной России по подводному спорту. Также работает в Санкт-Петербурге в СДЮШОР «Невская волна».